# Strzekęcino

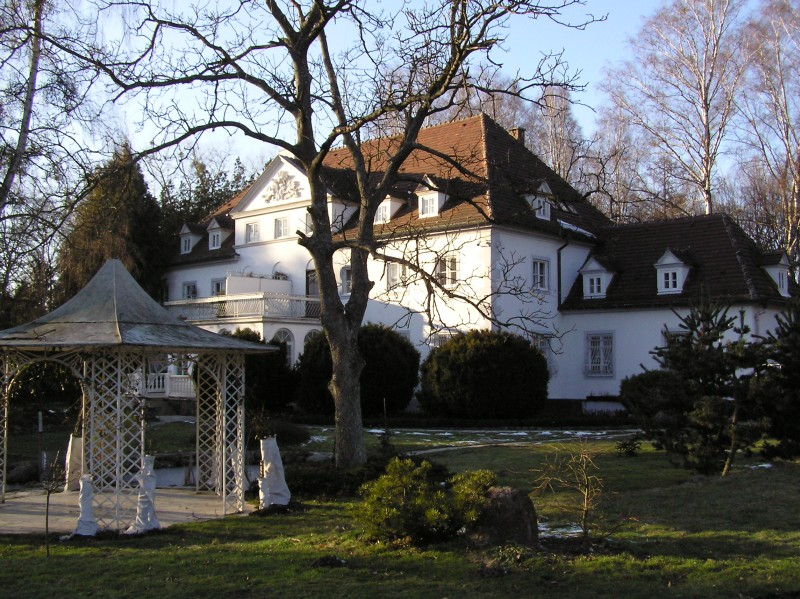
Pałac Biały w Strzekęcinie

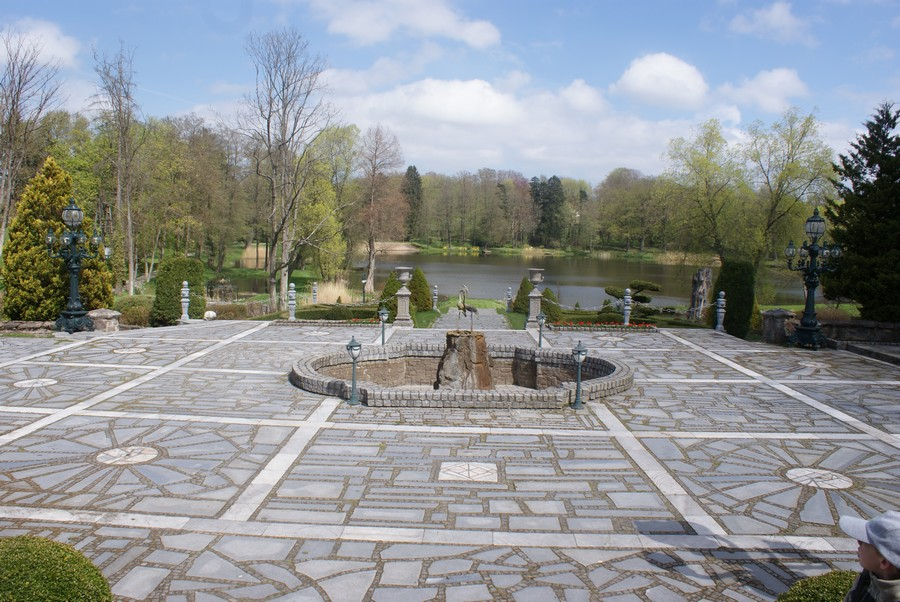
Ogród pałacowy

Strzekęcino (potocznie Strzekęcin, dawniej: niem. Streckenthin) – wieś w Polsce położona w województwie zachodniopomorskim, w powiecie koszalińskim, w gminie Świeszyno.

## Opis
Strzekęcino wzmiankowane było już w roku 1278 jako folwark majątku w Dunowie, przez wieki należący do junkierskiego rodu von Kameke (fundatorzy kolegiaty w Kołobrzegu). W Strzekęcinie znajdują się dwa eklektyczne pałace, będące dawnymi rezydencjami rodu: Pałac Bursztynowy (Czarny), wybudowany w latach 1899-1901, łącząc cechy stylu neorenesansowego i romantycznego, i będąc stylizowanym na zamek obronny; obecnie hotel) oraz Pałac Biały, zbudowany w 1921 roku jako prezent ślubny dla syna ówczesnych właścicieli; wg innych źródeł nastąpiło  to w 1935. Pałace położone są w 10-hektarowym parku krajobrazowym, z centralnie usytuowanym stawem oraz bogatą kolekcją różaneczników, cyprysików, platanów, żywotników, magnolii, korkowców, morw, białych jaworów i cisów. W miejscowości znajdują się także przedwojenne kamienice i budynki gospodarcze zespołu folwarcznego z pruskiego muru, zaniedbany cmentarz ewangelicki, zabytkowa wieża ciśnień z 1922 i 150-metrowa aleja wysadzona platanami.
W miejscowości działa hodowla ziemniaka, która wprowadziła wiele nowych odmian, m.in. Bryzę. Założona w roku 1900 przez Kartza von Kameke-Streckenthin; po wojnie działalność przejęła Stacja Hodowli Roślin, a obecnie hodowlę kontynuuje Pomorsko-Mazurska Hodowla Ziemniaka.
W odległości kilometra na wschód od wsi znajduje się borowinowe Jezioro Czarne.
W części wschodniej dominuje zabudowa z płyty, łącznie 8 budynków z płyty Żerań wybudowanych w latach 70. jako mieszkania dla pracowników ówczesnej Stacji Hodowli Roślin.
Strzekęcino leży przy drodze wojewódzkiej nr 167. Połączenie z oddalonym o 10 km Koszalinem umożliwiają autobusy PKS oraz prywatne busy, do niedawna również autobusy komunikacji miejskiej (zlikwidowana linia MZK nr 9).
W latach 1975–1998 miejscowość administracyjnie należała do województwa koszalińskiego.
W 2009 roku pożar w świetlicy wiejskiej omal nie przyczynił się do przedłużenia wyborów do Parlamentu Europejskiego.
Według danych z końca grudnia 1999 r. wieś miała 632 mieszkańców.
Sołectwo "Strzekęcino" tworzone jest jedynie przez wieś Strzekęcino.